# Kathleen McClellan

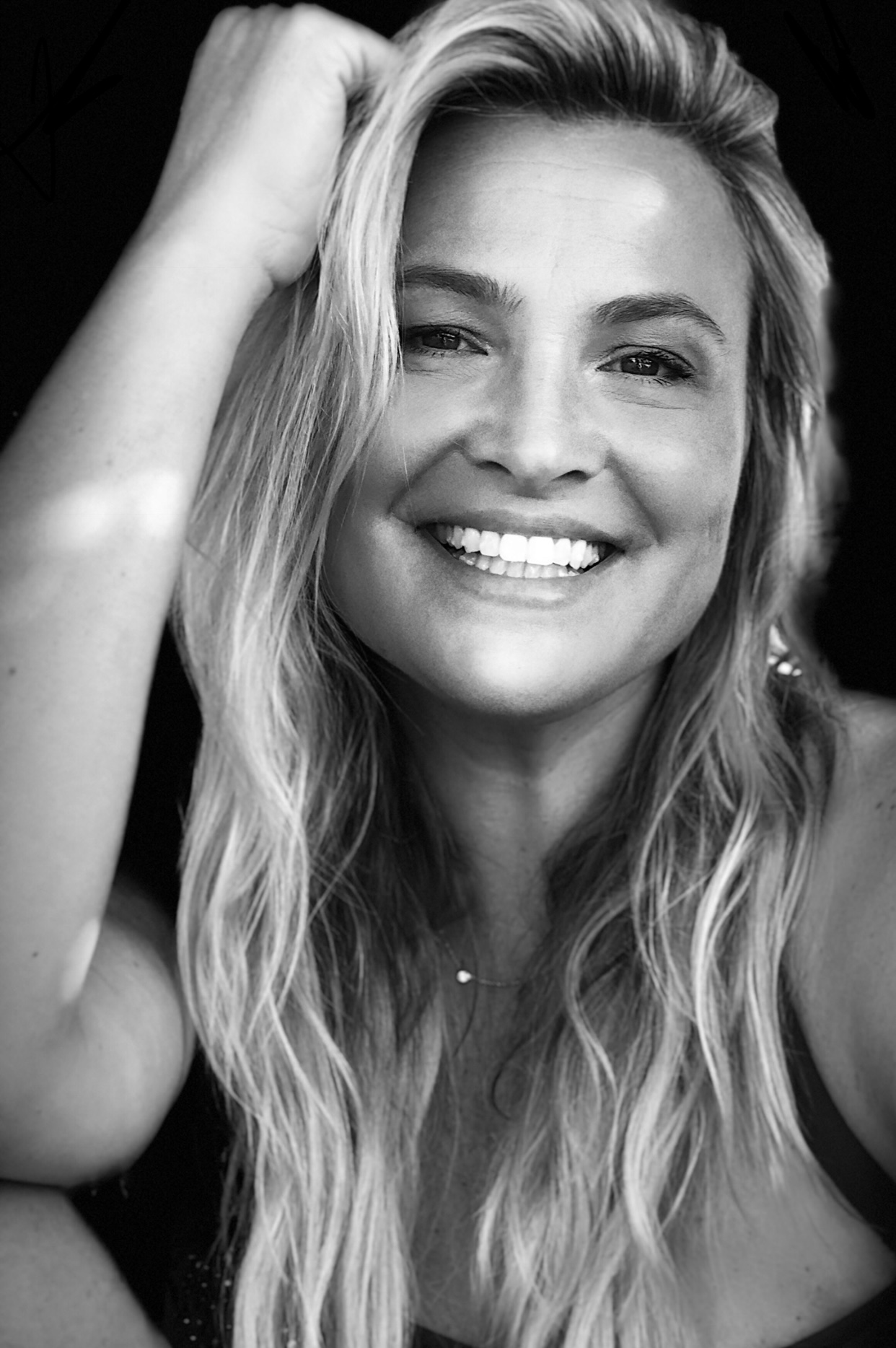
Kathleen McClellan (2019)

Kathleen McClellan (* 28. April 1970 in Bloomington, Illinois) ist eine US-amerikanische Schauspielerin, Moderatorin und ehemaliges Model.

## Leben und Karriere
Kathleen McClellan wurde 1988 bei einem Model-Wettbewerb zur Miss Teen des US-Bundesstaates Illinois gewählt. Im selben Jahr wurde sie zur Miss Teen USA gewählt. Daraufhin wurde sie bei Elite Model Management unter Vertrag genommen und wirkte in den Vereinigten Staaten in Werbespots von L’Oréal, Chrysler, Toyota und Visa Inc. mit. Auch im Musikvideo zu El Cerrito Place des Musikers Charlie Robison hatte sie einen Auftritt.
Seit den 1990er-Jahren wirkte McClellan auch in zahlreichen Fernsehserien mit, wie beispielsweise Der Prinz von Bel-Air, Eine schrecklich nette Familie, Seinfeld oder Reich und Schön. Von 1999 bis 2001 moderierte sie die Show Battle Dome und von 2003 bis 2005 die TLC-Sendung For Better or For Worse.

## Filmografie (Auswahl)
- 1990: Grand (Fernsehserie, eine Folge)
- 1992: Der Prinz von Bel-Air (The Fresh Prince of Bel-Air, Fernsehserie, eine Folge)
- 1992: Eine schrecklich nette Familie (Married… with Children, Fernsehserie, eine Folge)
- 1993: Angriff der 20-Meter-Frau (Attack of the 50 Ft. Woman)
- 1993: Harry und die Hendersons (Harry and the Hendersons, Fernsehserie, eine Folge)
- 1994: Murphy Brown (Fernsehserie, eine Folge)
- 1994–2002: Reich und Schön (The Bold and the Beautiful, Fernsehserie, 13 Folgen)
- 1995: Blossom (Fernsehserie, eine Folge)
- 1996: NewsRadio (Fernsehserie, eine Folge)
- 1996: Pacific Blue – Die Strandpolizei (Pacific Blue, Fernsehserie, eine Folge)
- 1996: Wer ist Mr. Cutty? (The Associate)
- 1997: Seinfeld (Fernsehserie, 2 Folgen)
- 1997: Der Sentinel – Im Auge des Jägers (The Sentinel, Fernsehserie, eine Folge)
- 1997: Sliders – Das Tor in eine fremde Dimension (Sliders, Fernsehserie, eine Folge)
- 1999: Susan (Suddenly Susan, Fernsehserie, eine Folge)
- 2000: Ein Trio zum Anbeißen (Two Guys and a Girl, Fernsehserie, eine Folge)
- 2003: Fastlane (Fernsehserie, eine Folge)
- 2004: L.A. Twister
- 2008: We the People (Kurzfilm)
- 2017: Stay at Home Mom (Kurzfilm)
- 2019: Rattlesnakes